# 1955 en aéronautique
Chronologie de l'aéronautique
- 1951
- 1952
- 1953
- 1954
- 1955
- 1956
- 1957
- 1958
- 1959

Cet article présente les faits marquants de l'année 1955 en aéronautique.

## Événements

### Janvier
- 19 janvier : premier vol de l’avion cargo américain Grumman C-1 Trader.

### Février
- 13 février : le Vol Sabena 503, un Douglas DC-6, s'écrase sur le Mont Terminillo en Italie faisant 29 tués.
- 14 février : premier vol du chasseur soviétique Mikoyan-Gourevitch MiG-21.

### Mars
- 12 mars : premier vol de l'hélicoptère français SE 3130 Alouette II.
- 25 mars : premier vol de l'intercepteur américain embarqué Vought F-8 Crusader.

### Avril
- 4 avril 1955 : le vol N37512 UA s'écrase peu après son décollage de l'aéroport de Long Island MacArthur, à Ronkonkoma, dans la ville d'Islip (État de New York), aux États-Unis. Les trois personnes présentes à bord périssent dans la catastrophe.

### Mai
- 4 mai : décès de Louis Charles Breguet, pionnier de l’aéronautique.
- 27 mai : premier vol d’essai réussi de la Caravelle dont les réacteurs placés à l'arrière du fuselage permettent d'obtenir une cabine silencieuse.
- 31 mai : la Française Jacqueline Auriol, sur Mystère IV N bat le record de vitesse sur 15 km à la moyenne de 1 151 km/h[1].

### Juin
- 6 juin : record du monde d'altitude à 8 209 m pour l'Alouette II dotée d'une turbine Turboméca Artouste II par le français Jean Boulet[2].
- 15 juin : premier vol de l'avion de ligne à réaction russe Tupolev Tu-104. C'est seulement le troisième avion de ligne à réaction à voler après le De Havilland Comet et Avro Jetliner et le second à entrer en service.
- 25 juin : le prototype du Delta. 550 « Mirage » I effectue son tout premier vol sous la conduite du pilote d’essai Roland Glavany, ce dernier décollant de la base aérienne de Melun-Villaroche pour un vol de 20 minutes[3].
- 29 juin : entrée en service au sein de la 93e escadre de bombardement du premier bombardier stratégique Boeing B-52 Stratofortress[4].

### Juillet
- 27 juillet : Deux MiG-15 de la force aérienne bulgare abattent le vol 402 El Al, un avion de ligne Lockheed C-69 Constellation/Lockheed L-049 Constellation qui a pénétré accidentellement l'espace aérien bulgare, les 58 personnes à bord périssent[5],[6].

### Août
- 1er août : premier vol de l'avion espion américain Lockheed U-2.
- 12 août : premier vol de l’avion d'entrainement espagnol Hispano Aviación HA-200.
- 20 août : nouveau record du monde de vitesse établi à 1 323 km/h par un North American F-100 Super Sabre piloté par le colonel Hanes[7].
- 29 août : Walter F. Gibb établit un nouveau record d'altitude à 20 083 m sur English Electric Canberra[8].

### Septembre
- 17 septembre : premier vol de l'avion expérimental Convair NB-36H emportant un réacteur nucléaire dans le cadre du Aircraft Nuclear Propulsion.
- 20 septembre : premier vol du prototype 01 du Nord 1500 Griffon II alors dépourvu de statoréacteur.

### Octobre
- 22 octobre : premier vol du prototype de chasseur-bombardier américain Republic F-105 Thunderchief.
- 25 octobre : premier vol du prototype de chasseur suédois Saab 35 Draken.

### Novembre
- 1er novembre : un Douglas DC-6MB du vol United Airlines 629  est victime d'un attentat au-dessus du Colorado causant la mort de 44 passagers. L'attentat est le fait d'un certain Jack Gilbert Graham qui avait déposé une bombe dans l'appareil pour toucher la prime d'assurance de sa mère.
- 24 novembre : premier vol du Fokker F27 Friendship.

### Décembre
- 8 décembre : premier vol de l'Auster B.8 Agricola.